# Transafriško cestno omrežje
Transafriško cestno omrežje obsega transkontinentalne cestne projekte v Afriki, ki jih razvijajo Ekonomska komisija Združenih narodov za Afriko (UNECA), Afriška razvojna banka (ADB) in Afriška unija v sodelovanju z regionalnimi mednarodnimi skupnostmi. Njihov cilj je spodbujati trgovino in zmanjševati revščino v Afriki z razvojem cestne infrastrukture in upravljanjem cestnih trgovskih koridorjev. Skupna dolžina devetih cest v omrežju je 56.683 km.
V nekaterih dokumentih se ceste imenujejo transafriški koridorji ali cestni koridorji namesto ceste. Ime Transafriška cesta in njegove različice niso v široki uporabi zunaj načrtovalskih in razvojnih krogov, od leta 2014 pa jih ni več označenih kot takih ali označenih na zemljevidih, razen v Keniji in Ugandi, kjer se odsek Mombasa–Nairobi–Kampala–Fort Portal (ali dovodna cesta Kampala–Kigali) Transafriške ceste 8 včasih imenuje transafriška cesta.

## Ozadje

### Potreba po cestnem sistemu
Kolonialne sile in kasneje konkurenčne velesile ter regionalne sile na splošno niso spodbujale cestnih povezav med svojimi sferami, razen kadar je bilo to nujno potrebno (tj. trgovina), v novo neodvisnih afriških državah pa so bile mejne omejitve pogosto zaostrene in ne omilitve kot način zaščite notranje trgovine, kot orožje v mejnih sporih in za povečanje možnosti za korupcijo uradnikov.
Razvoj transafriških cest in pripadajoče cestne infrastrukture je namenjen boju proti revščini v Afriki s povečanjem meddržavne in domače trgovine, oživljanjem malih in srednje velikih podjetij, zniževanjem cen blaga in izboljšanjem življenjskih razmer. Zahvaljujoč cestam ima afriško prebivalstvo končno na voljo reševalna vozila, policijo, gasilsko zaščito, reševalne, popravljalne in gradbene službe.
Agencije, ki razvijajo cestno omrežje, so pod vplivom ideje, da cestna infrastruktura spodbuja trgovino in s tem zmanjšuje revščino, hkrati pa koristi zdravstvu in izobraževanju, saj omogoča distribucijo zdravstvenih in izobraževalnih storitev na prej nedostopna območja.
1. julija 1971 je Robert K. A. Gardiner, izvršni sekretar Ekonomske komisije Združenih narodov za Afriko (UNECA), ustanovil Transafriški cestni urad za nadzor razvoja celinskega cestnega omrežja.

### Vojne in konflikti
Poleg preprečevanja napredka pri gradnji cest so vojne in konflikti privedli do uničenja cest in rečnih prehodov, preprečili vzdrževanje in pogosto zaprli vitalne povezave. Sierra Leone, Liberija, Demokratična republika Kongo in Angola so po vojni v fazi obnove. Vojne v Demokratični republiki Kongo so cestno infrastrukturo v tej državi za desetletja upočasnile in prekinile glavno pot med vzhodno in zahodno Afriko. V zadnjih letih so varnostni vidiki omejili cestni promet v južnih delih Maroka, Alžirije, Libije in Egipta ter v severnem Čadu in večjem delu Sudana.
Transafriške ceste se lahko razvijajo le v času miru in stabilnosti, leta 2007 pa je prihodnost videti svetlejša, saj je edini konflikt v južnem Sudanu, ki trenutno vpliva na razvoj omrežja (cesta 6). Napredek pri razvoju ceste 3 med Libijo in Čadom ovira brezpravje in ne vojna, in čeprav bi lahko gospodarska nestabilnost vplivala na vzdrževanje asfaltiranih cest 4 in 9 skozi Zimbabve, obstajajo praktične alternative prek sosednjih držav. Konflikti v Somaliji ne vplivajo na omrežje, saj je to največja afriška država brez transafriških cest, bodo pa vplivali na razvoj dovodnih cest do omrežja.

### Načela in postopki
Cilj razvojnih agencij je, da čim bolj izkoristijo obstoječe nacionalne avtoceste, opredelijo prednostne naloge v zvezi s trgovino, načrtujejo avtoceste in iščejo financiranje za gradnjo manjkajočih povezav in mostov, asfaltiranje odsekov zemeljskih in makadamskih cest ter sanacijo dotrajanih asfaltiranih odsekov.
Ugotovljena je bila tudi potreba po zmanjšanju zamud, ki jih povzročajo kontrolne točke na cestah in mejne kontrole, ali po omilitvi potovalnih omejitev, vendar doslej rešitve še niso bile najdene. Namesto da bi imeli le mednarodne ceste, na katerih vsaka država ohranja svoje predpise in prakse, so potrebne nadnacionalne ceste, na katerih so predpisi in prakse poenostavljeni, poenoteni in se izvajajo brez povzročanja zamud pri blagu in potnikih.

## Značilnosti omrežja

### Države, ki jih omrežje pokriva
Načrtovano omrežje sega v vse celinske afriške države, razen Burundija, Eritreje, Esvatinija, Somalije, Ekvatorialne Gvineje (Rio Muni), Lesota, Malavija, Ruande in Južnega Sudana. Od teh imajo Ruanda, Malavi, Lesoto in Esvatini asfaltirane ceste, ki so povezane z omrežjem, omrežje pa sega skoraj do meje z ostalimi državami.

### Manjkajoče povezave
Več kot polovica omrežja je asfaltirana, čeprav vzdrževanje ostaja problem. V omrežju je veliko manjkajočih povezav, kjer so trase po dežju neprevozne ali nevarne zaradi kamenja, peska in peščenih neviht. V nekaj primerih sploh ni bilo ceste, kot je na primer 200 km dolg odsek med Salom v Srednjeafriški republiki in Ouéssom v Republiki Kongo na cesti št. 3. Manjkajoče povezave nastanejo predvsem zato, ker odsek nima visoke nacionalne prioritete, temveč ima regionalno ali transkontinentalno prioriteto.
Zaradi manjkajočih povezav je od petih glavnih regij – severne, zahodne, osrednje, vzhodne in južne Afrike – potovanje po cesti v vsakem vremenu relativno enostavno le med vzhodno in južno Afriko, in to le na eni sami asfaltirani cesti skozi jugozahodno Tanzanijo (cesta Tanzam).
Čeprav sta severna in zahodna Afrika povezani prek Sahare, je glavna pomanjkljivost omrežja ta, da v Srednji Afriki ni asfaltiranih cest. To ne le preprečuje cestno trgovino med vzhodno in zahodno Afriko ali med zahodno in južno Afriko, ampak tudi omejuje trgovino znotraj Srednje Afrike. Čeprav obstajajo asfaltirane povezave iz zahodne, vzhodne ali južne Afrike do obrobja Srednje Afrike, te povezave ne prodrejo daleč v regijo. Teren, deževni gozd in podnebje Srednje Afrike, zlasti v porečjih spodnjega in srednjega toka reke Kongo ter rek Ubangui, Sangha in Sanaga, predstavljajo velike ovire za graditelje cest, asfaltirane ceste pa imajo kratko življenjsko dobo. Severneje v Kamerunu in Čadu so hribovit teren ali ravnice, nagnjene k poplavam, omejile razvoj lokalnih asfaltiranih cestnih omrežij.
Zaradi tega neprijaznega okolja naj bi tri transafriške ceste prečkale ozemlje v smeri vzhod-zahod (ceste 6, 8 in 9), ena pa od severa proti jugu (cesta 3). Od leta 2014 imajo vse precej manjkajočih členov v Srednji Afriki.

## Opis cest v omrežju
Določenih je devet cest, ki so v grobi mreži šestih pretežno vzhodno-zahodnih smeri in treh pretežno severno-južnih smeri. Četrta severno-južna smer je oblikovana iz skrajnih delov dveh vzhodno-zahodnih smeri.

### Vzhodno-zahodne poti
Začenši z najsevernejšo, so vzhodno-zahodne poti naslednje:
- Transafriška cesta 1 (TAH 1), cesta Kairo–Dakar, 8636 km: pretežno obalna pot vzdolž sredozemske obale Severne Afrike, ki se nadaljuje vzdolž atlantske obale Severozahodne Afrike; v veliki meri dokončana, čeprav je meja med Alžirijo in Marokom zaprta. TAH 1 se združuje s TAH 7 in tvori dodatno severno-južno pot okoli zahodnega konca celine. Povezuje se s cesto M40 mednarodnega cestnega omrežja arabskega Mašreka.
- Transafriška cesta 5 (TAH 5), cesta Dakar–N'Djamena, 4496 km, znana tudi kot Transsahelska cesta, ki povezuje zahodnoafriške države Sahela, približno 80 % dokončana.
- Transafriška cesta 6 (TAH 6), cesta N'Djamena–Džibuti, 4219 km: meji na TAH 5 in se nadaljuje skozi vzhodno sahelsko regijo do pristanišča Džibuti v Indijskem oceanu. Približna trasa TAH 5 in TAH 6 je bila prvotno predlagana v začetku 20. stoletja kot cilj Francoskega cesarstva.
- Transafriška cesta 7 (TAH 7), cesta Dakar–Lagos, 4010 km: znana tudi kot Transzahodnoafriška obalna cesta, približno 80 % dokončana. Ta cesta se združuje s TAH 1 in tvori dodatno pot sever-jug okoli zahodnega konca celine.
- Transafriška cesta 8 (TAH 8), cesta Lagos–Mombasa, 6259 km: ki se meji na TAH7 in z njo tvori 10269 km dolgo križišče celine v smeri vzhod-zahod. Vzhodna polovica ceste Lagos–Mombasa je dokončana skozi Kenijo in Ugando, kjer je lokalno znana kot Transafriška cesta (edino mesto, kjer se ime pogosto uporablja). Njen zahodni konec v Nigeriji, Kamerunu in Srednjeafriški republiki je večinoma dokončan, vendar dolgo manjkajoča povezava čez DR Kongo trenutno preprečuje kakršno koli praktično uporabo v srednjem delu.
- Transafriška cesta 9 (TAH 9), cesta Beira–Lobito, 3523 km: vzhodna polovica je v veliki meri dokončana, zahodna polovica pa skozi Angolo in južno-osrednji del DR Kongo zahteva rekonstrukcijo.

### Poti sever-jug
Začenši z najbolj zahodnimi, so to:
- Transafriška cesta 2 (TAH 2), cesta Alžir–Lagos, 4504 km: znana tudi kot Transsaharska cesta: v veliki meri dokončana, asfaltirati je treba le še 200 km puščavske poti, vendar mejne in varnostne kontrole omejujejo uporabo.
- Transafriška cesta 3 (TAH 3), cesta Tripolis–Windhoek–(Cape Town), 10.808 km: ta pot ima največ manjkajočih povezav in zahteva največ novogradnje, saj se lahko v kakršnem koli obsegu uporabljajo le nacionalne asfaltirane ceste v Libiji, Kamerunu, Angoli, Namibiji in Južni Afriki. Južna Afrika prvotno ni bila vključena, saj je bila cesta prvič načrtovana v času apartheida, zdaj pa je znano, da bi se nadaljevala do Cape Towna.
- Transafriška cesta 4 (TAH 4), cesta Kairo–Gaborone–(Pretoria/Cape Town), 10.228 km: dokončanje odseka ceste od Dongole do križišča Abu Simbel v severnem Sudanu in ceste od mejnega prehoda Galabat v severozahodni Etiopiji ne pušča nobenega neasfaltiranega odseka; odsek ceste med Babatijem in Dodomo v osrednji Tanzaniji je bil dokončan maja 2018.[2] Odsek med Isiolom in Moyalejem v severni Keniji (ki ga kopenski potniki imenujejo »pot v pekel«) je bil pred kratkim dokončan, kar omogoča nemoten prehod čez Kenijo. Prečkanje meje med Egiptom in Sudanom po cesti je že vrsto let prepovedano, namesto tega se uporablja trajekt za vozila na Naserjevem jezeru. Tako kot pri TAH 3 tudi Južna Afrika prvotno ni bila vključena, saj je bila ideja prvič predlagana v času apartheida, zdaj pa je znano, da bi se nadaljevala do Pretorie in Cape Towna. Razen prehoda skozi Etiopijo se trasa približno ujema s predlogi za cesto od rta do Kaira, ki so bili predstavljeni v Britanskem imperiju v začetku 20. stoletja.

Kot je navedeno zgoraj, se TAH 1 in TAH 7 združita v dodatno severno-južno pot okoli zahodnega konca celine med Monrovio in Rabatom.

### Regionalni avtocestni projekti v Afriki
Regionalne mednarodne skupnosti so močno vključene v razvoj transafriških cest in delujejo v sodelovanju z ADB in UNECA. Na primer:
- Arabska magrebska unija vodi razvoj in vzdrževanje odseka Tripoli-Nouakchott na TAH 1.
- Gospodarska skupnost zahodnoafriških držav (ECOWAS) vodi razvoj in vzdrževanje TAH 5 in 7.
- Južnoafriška razvojna skupnost (SADC) ima obsežno mrežo cestnih projektov in trgovinskih koridorjev v južni Afriki. TAH 9 in južni konci TAH 3 in 4 uporabljajo regionalne ceste, ki jih je razvil SADC ali njegovi predhodniki. SADC zlasti upravlja cestne in železniške koridorje od območij brez izhoda na morje do pristanišč.
- Transkalaharski koridor.
- Džibuti–Bata, Ekvatorialna Gvineja – smer vzhod–zahod – 5823 km.